# Кирилівка (Слобідська селищна громада)
Кири́лівка — село Слобідської селищної громади у Подільському районі Одеської області, Україна. Населення становить 86 осіб.

## Історія
Під час організованого радянською владою Голодомору 1932—1933 років померло щонайменше 6 жителів села.
До 2020 року орган місцевого самоврядування — Тимківська сільська рада.

## Населення
Згідно з переписом УРСР 1989 року чисельність наявного населення села становила 85 осіб, з яких 37 чоловіків та 48 жінок.
За переписом населення України 2001 року в селі мешкало 86 осіб.

### Мова
Розподіл населення за рідною мовою за даними перепису 2001 року:
| Мова       | Відсоток |
| ---------- | -------- |
| українська | 93,02 %  |
| російська  | 6,98 %   |